# Hiéroglyphe égyptien N27

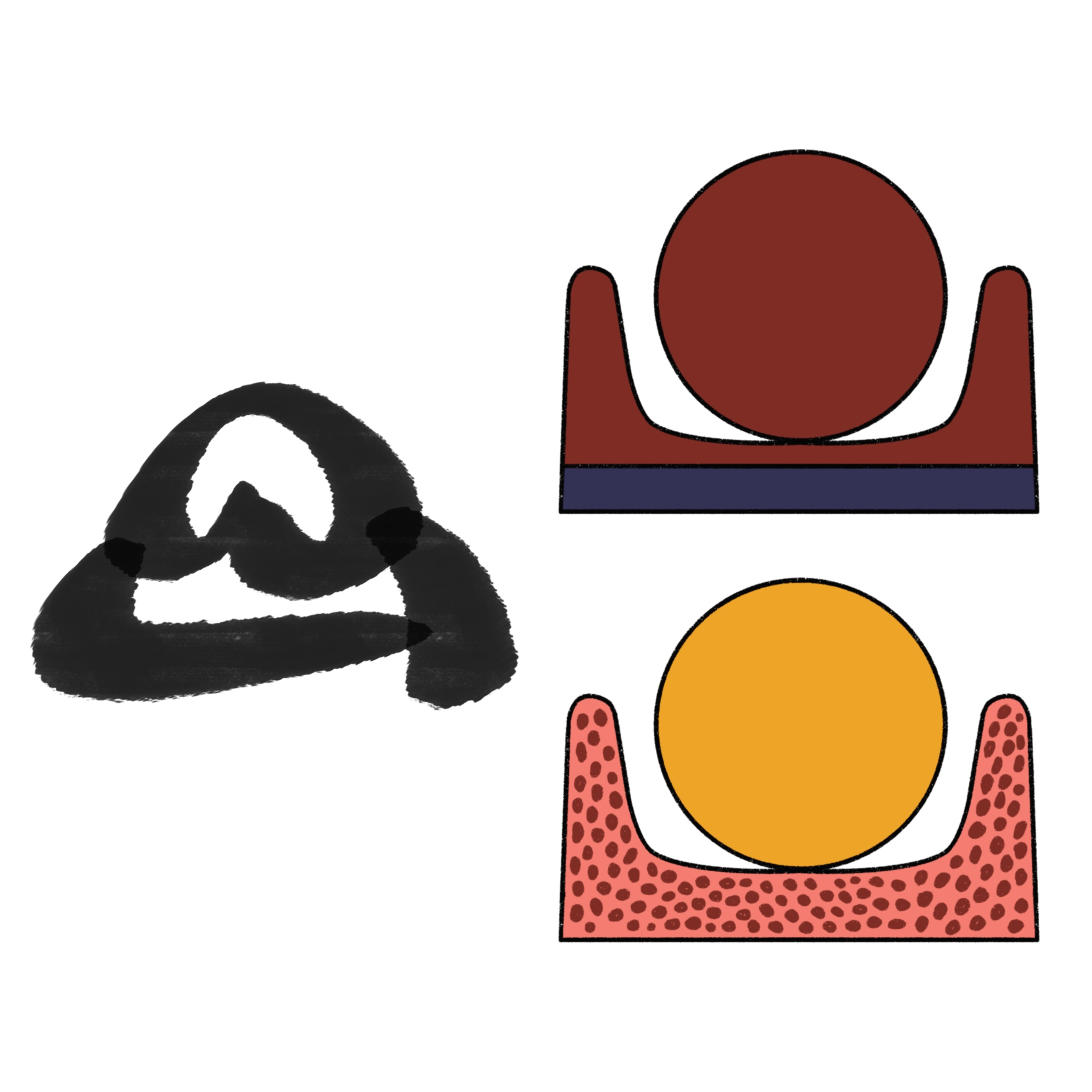
Version hiératique et hiéroglyphique

Pour la saison de l'Égypte antique, voir Akhet.
L'Akhet, en hiéroglyphes égyptiens, est classifié dans la section N « Ciel, Terre, Eau » de la liste de Gardiner ; il y est noté N27.  

## Représentation
Il représente le soleil (hiéroglyphe N5) entre un horizon de deux collines ou montagnes (hiéroglyphe N26). Les collines sont parfois roses avec des grains de sable figurés par des points. Le socle bleu (Voir N25 et N26) devient commun à la fin du Nouvel Empire. Il est translittéré ȝḫt.

## Utilisation
| N27 · t · Z1 |

| N27 · t · Z1 |

 Il se traduit par horizon, entendu « endroit dans le ciel où le soleil (ou un astre en général) se lève », car le principe de l'horizon Akhet pour les anciens Égyptiens est plus le point de la ligne d'horizon où apparaît un astre que la ligne d'horizon en elle-même.    
Dans l'architecture égyptienne, les pylônes reflétaient l'hiéroglyphe.

## Notes et références

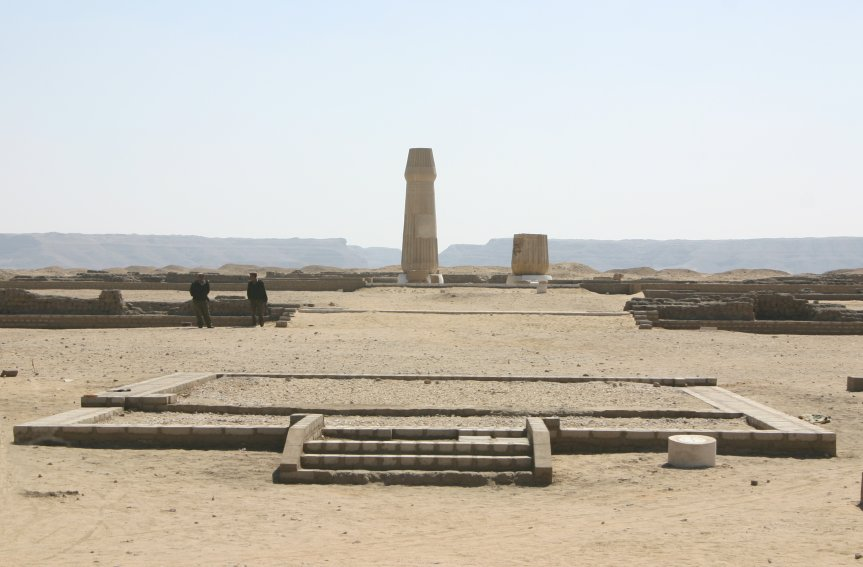
Petit temple d'Aton à Amarna, En fond l'Ouadi duquel depuis la ville se lève le soleil chaque matin figurant ainsi parfaitement l'hiéroglyphe N27.

## Exemples de mots
| N27 · X1 · O1 | M17 | X1 · N35 | N5 |

| N27 · X1 · O1 | M17 | X1 · N35 | N5 |

| ra · Z1 | G7 | Axt · t · y |

| ra · Z1 | G7 | Axt · t · y |

| N27 · X1 · O1 |

| N27 · X1 · O1 |